# Bothynus
Bothynus är ett släkte av skalbaggar. Bothynus ingår i familjen Dynastidae.

## Dottertaxa tillBothynus, i alfabetisk ordning[1]
- Bothynus alvarengai
- Bothynus ascanius
- Bothynus complanus
- Bothynus complexus
- Bothynus cribrarius
- Bothynus cunctator
- Bothynus cyclops
- Bothynus cylindricus
- Bothynus dasypleurus
- Bothynus deiphobus
- Bothynus entellus
- Bothynus exaratus
- Bothynus herbivorus
- Bothynus herteli
- Bothynus horridus
- Bothynus laevipennis
- Bothynus lancifer
- Bothynus laticifex
- Bothynus medon
- Bothynus minor
- Bothynus niger
- Bothynus nyx
- Bothynus peninsularis
- Bothynus quadridens
- Bothynus ruginasus
- Bothynus stenelus
- Bothynus striatellus
- Bothynus tricornis
- Bothynus validus
- Bothynus villiersi